# Ceratostigma minus
Ceratostigma minus  (лат.) — вид цветковых растений рода Цератостигма (Ceratostigma) семейства Свинчатковые (Plumbaginaceae).

## Ботаническое описание
Ветвистый листопадный кустарничек. Стебли тонкие, жёсткие, зелёные. Листья обратнояйцевидные, до 5 см длиной, опушены по краю. Осенью приобретают красный цвет. В августе—сентябре на концах побегов распускаются головчатые соцветия ярких сине-лиловых цветов, диаметр до 2 см.

## Распространение
Родина — Западный Китай.

## Хозяйственное значение и применение
Иногда выращивается как декоративное садовое растение.